# Dawn of Dreams + Khaooohs
| Recensione | Giudizio |
| ---------- | -------- |
| AllMusic   |          |

Dawn of Dreams + Khaooohs è una compilation del gruppo musicale svedese Pan.Thy.Monium, pubblicato nel 2001. Come suggerisce il titolo, è la raccolta dei brani presenti negli album Dawn of Dreams (1992) e Khaooohs (1993).

## Tracce
Dawn of Dreams
1. Senza titolo – 21:49
2. Senza titolo – 5:51
3. Senza titolo – 4:03
4. Senza titolo – 3:06
5. Senza titolo – 2:42
6. Senza titolo – 4:26
7. Senza titolo – 3:00

Khaooohs
1. I Manes Sken Dog en Skugga – 1:50
2. Under Ytan – 3:56
3. Jag & Vem – 5:54
4. Lava – 7:37
5. Lomska Fordsat – 6:55
6. I Vindens Våld – 0:50
7. Klieveage – 2:58
8. Ekkhoeece III – 0:44
9. Khaoohs I – 4:47
10. Utsikt – 8:12
11. Khaoohs II – 0:40

## Formazione
- Derelict - voce
- Äag - chitarra solista, organo, sassofono baritono
- Mourning - chitarra ritmica
- Day DiSyraah - basso, tastiere
- Winter - batteria, percussioni, violino